# Špiro Jurić
Špiro Jurić (Vranjic) - hrvatski klapski pjevač.
U 1990.-im bio je tenor klape Janus. Proslavio se kao tenor klape Cambi. Ta se dalmatinska klapa proslavila nakon što je klapu preuzeo voditelj Rajimir Kraljević, a na mjesto prvog tenora došao Špiro Jurić. Klapa je s njima osvajala nekoliko puta naslov pobjednika na Festivalu dalmatinskih klapa u Omišu i na Večeri dalmatinske pisme u Kaštelima, a istodobno je ostvarila komercijalni uspjeh, ponajprije s obradama pjesama Zlatana Stipišića Gibonnija. S klapom Cambi osvojio je nekoliko diskografskih nagrada Porin, te mnoge festivalske nagrade i priznanja. Špiro Jurić napustio je klapu Cambi 2002. godine.
Kasnije je postao tenor Vokalista Salone. Povremeno nastupa sa ženskom klapom Tamarin, kojima je kratko vrijeme bio i voditelj. S njima je osvojio nagrade u Opuzenu (program mješovitih klapa u sklopu Omiša) i u Kaštelima, gdje Tamarinke sa Špirom odnose prvu nagradu publike s pjesmom "Otvori mi svoje dvore".